# بوينت دي يليفوي
بوينت دي يليفوي (بالإنجليزية: Pointe de Bellevue)‏ هو أحد جبال سلسلة جبال الألب شابلايس ويقع في كانتون فاليز في سويسرا. يحتل المرتبة رقم 378 في قائمة جبال سويسرا من حيث الارتفاع، إذ يبلغ ارتفاعه حوالي 2042 متر، بينما يبلغ ارتفاع نتوء الجبل 355 متر.